# Wykładnik krytyczny
Wykładnik krytyczny – stała liczba występująca w wykładniku zależności jakiejś wielkości fizycznej od temperatury posiadającej rozbieżność potęgową wokół temperatury krytycznej (temperatury ciągłego przejścia fazowego).
Klasyfikacja wykładników krytycznych ({\displaystyle T_{kr}} – temperatura krytyczna)
- {\displaystyle \alpha } – ciepło właściwe dla przemiany fazowej wokół temperatury krytycznej {\displaystyle \alpha } oznacza wykładnik krytyczny {\displaystyle c(T)\propto \left(\left|{\frac {T-T_{kr}}{T_{kr}}}\right|^{-\alpha }-1\right)\;T\to T_{kr}}
- {\displaystyle \beta } – namagnesowanie {\displaystyle m(T)\propto (T_{kr}-T)^{\beta }\;T\to T_{kr}^{-}}
- {\displaystyle \gamma } – podatność magnetyczna {\displaystyle \chi (T)\propto |(T-T_{kr}|^{-\gamma }\;T\to T_{kr}}
- {\displaystyle \delta } – namagnesowanie w funkcji pola B dla {\displaystyle T=T_{kr},} {\displaystyle m\propto B^{1/\delta }}
- {\displaystyle \eta } – dwupunktowa funkcja korelacji dla spinów {\displaystyle G^{(2)}(r)\propto {\frac {1}{r^{d-2+\eta }}},} {\displaystyle T=T_{kr},} {\displaystyle B=0}
- {\displaystyle \nu } – długość korelacji dla spinów {\displaystyle \xi \propto |T-T_{kr}|^{\nu },} {\displaystyle B=0}

## Uniwersalność
Podstawową cechą wykładników krytycznych jest uniwersalność. Polega ona na tym, że wartości wykładników krytycznych dla różnych przejść fazowych mierzonych dla różnych substancji przynależnych do danej klasy uniwersalności są takie same.